# Claire Kinsley
Claire Kinsley es una deportista sudafricana que compitió en triatlón. Ganó dos medallas de bronce en el Campeonato Africano de Triatlón en los años 2004 y 2007.

## Palmarés internacional
| Campeonato Africano | Campeonato Africano      | Campeonato Africano | Campeonato Africano |
| Año                 | Lugar                    | Medalla             | Prueba              |
| ------------------- | ------------------------ | ------------------- | ------------------- |
| 2004                | Laanbang (Sudáfrica)     | Medalla de bronce   | Individual          |
| 2007                | Le Coco Beach (Mauricio) | Medalla de bronce   | Individual          |